# Aurangabad (Bihar)
Aurangabad ist eine Stadt im Bundesstaat Bihar im Osten Indiens. Sie ist Hauptstadt des gleichnamigen Distrikts Aurangabad. Aurangabad hat den Status eines City Council (Nagar parishad). Sie ist ungefähr 140 km von Bihars Hauptstadt Patna entfernt.

## Demografie
Die Einwohnerzahl der Stadt liegt laut der Volkszählung von 2011 bei 102.244. Aurangabad hat ein Geschlechterverhältnis von 910 Frauen pro 1000 Männer und damit einen für Indien üblichen Männerüberschuss. Die Alphabetisierungsrate lag bei 86,0 % im Jahr 2011. Knapp 75,3 % der Bevölkerung sind Hindus, ca. 24,2 % sind Muslime und ca. 0,5 % gehören anderen Religionen an. 14,5 % der Bevölkerung sind Kinder unter 6 Jahren. Es werden Hindi und der Dialekt Magahi gesprochen.

## Wirtschaft
Aurangabad hat eine vorwiegend agrarisch geprägte Wirtschaft. Es liegt in einem dürreanfälligen Gebiet. Die Hauptkulturen sind Reis, Weizen, Linsen und Raps. Andere Wirtschaftszweige sind die Stromerzeugung, Ziegeleien und die Zementerzeugung. Zu den industriell hergestellten Produkten gehören Teppiche, Decken und Messingwaren.